# Caution (Hot Water Music)
Caution è il quinto album in studio del gruppo musicale statunitense Hot Water Music, pubblicato nel 2002.

## Tracce
1. Remedy – 2:38
2. Trusty Chords – 2:49
3. I Was on a Mountain – 3:39
4. One Step to Slip – 3:20
5. It's All Related – 3:24
6. The Sense – 2:37
7. Not for Anyone – 2:44
8. Sweet Disasters – 2:41
9. Alright for Now – 3:53
10. We'll Say Anything We Want – 2:51
11. Wayfarer – 2:57
12. The End – 2:49